# 江原道森林大火
江原道森林大火是2019年4月4日至6日在韓國高城郡發生的火災，蔓延至束草市、麟蹄郡 、東海市和江陵 玉溪面等區域，總共造成2人死亡，30多人受傷並疏散了超過4000名當地居民。  起火的原因仍在調查中，但據信是由韓國電力公社擁有的一根超高壓電纜，因為強風引發电弧而掉落所引起。 大火燒毀了超過200戶家庭和超過2000棟建築物，估計造成了52億韓圓（約450萬美元）的損失。  超過13000名消防員從韓國其他區域調派至當地進行支援。